# Albert Hofmann
Albert Hofmann (11. ledna 1906, Baden, Švýcarsko – 29. dubna 2008, Burg im Leimental, Švýcarsko) byl vědec známý jako „otec LSD“.

## Kariéra
Vystudoval chemii na Universitě v Curychu. Zajímal se hlavně o chemii rostlin a zvířat a později prováděl výzkum chemické struktury běžné živočišné látky chitinu, za což dostal doktorát. Hofmann se připojil k farmaceutickochemickému oddělení laboratoří Sandoz (nyní Novartis) a studoval léčivou bylinu ladoňku a houbu paličkovici nachovou (námel) s cílem rafinovat a syntetizovat jejich aktivní složky k farmaceutickým účelům.
Jeho bádání v oblasti kyseliny lysergové, centrální součásti námelových alkaloidů, nakonec vedla v roce 1938 k syntéze LSD-25. O pět let později, při opakování syntézy téměř zapomenuté látky 16. dubna 1943, Dr. Hofmann objevil psychedelické účinky LSD, když si nedopatřením potřísnil kůži na zápěstí roztokem LSD-25. Tři dny na to Hofmann záměrně požil 250 mikrogramů LSD, dávku, od které očekával podstatně nižší účinek, než jaký se potom dostavil (pověstný „Cyklistický den“ – cesta na kole z laboratoře domů pod vlivem nechtěně několikanásobně předávkovaného LSD, za doprovodu své asistentky). Následovala série experimentů, ke kterým se připojili rovněž kolegové Dr. Hofmanna. Poprvé pak napsal o svých experimentech 22. dubna.
Stal se ředitelem oddělení přírodních produktů v laboratořích firmy Sandoz a odjel studovat halucinogenní látky objevené v mexických houbách, jež se rovněž vyskytovaly i v jiných rostlinách užívaných domorodci. To vedlo k syntéze psilocybinu – aktivní látky mnoha tzv. „magických hub“.
Hofmann se rovněž začal zajímat o semínka mexických rostlin druhu Rivea corymbosa, která domorodci nazývali Ololiuhqui. Byl překvapen tím, že našel aktivní sloučeninu ergin (amid kyseliny lysergové), úzce související s LSD.[zdroj⁠?!]
V roce 1962 odjel společně se ženou Anitou a Robertem Gordonem Wassonem do jižního Mexika hledat rostlinu „Ska Maria Pastora“, později známou jako Salvia divinorum. Získal rovněž vzorky těchto rostlin, ale nikdy se mu nepodařilo identifikovat jejich aktivní chemikálie.

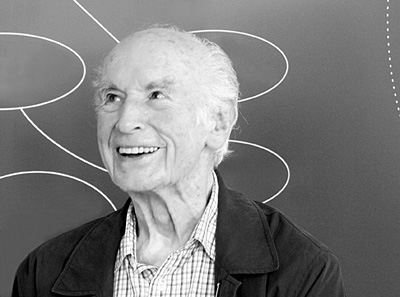
Dr. Albert Hofmann v roce 2006

Nazýval LSD „lékem pro duši“ a byl znechucený celosvětovou prohibicí, která jeho objev zašlapala do země. Tvrdil také, že LSD bylo 10 let velmi úspěšně používáno v psychoanalýze. Droga byla později spojena s hnutím Hippies, neférově démonizována vládami, kterým hnutí oponovalo. Hofmann uznal, že by LSD mohlo být nebezpečné v nesprávných rukách.
Byl rovněž autorem stovek vědeckých článků a napsal několik knih (nebo se na nich podílel). Kniha „LSD: My Problem Child“ (LSD: Moje problémové dítě) je částečnou autobiografií a popisuje Hofmannovu slavnou cestu na kole z práce domů.
U příležitosti jeho stých narozenin 11. ledna 2006 byl středem pozornosti na mezinárodním sympoziu, které bylo uspořádáno jako připomínka objevu LSD.
„Myslím si, že v lidské evoluci nebylo tak důležité objevení této látky – LSD“, řekl Hofmann. „Je to pouze nástroj k přeměnění nás v to, co bychom měli být.“
Zemřel ve svých 102 letech na selhání srdce dne 29. dubna 2008. Až do své smrti zastával zásadu žití člověka v souladu s přírodou.